# TIPA (软件)
TIPA是一个免费软件包，为TeX和LaTeX提供国际音标及其他音标功能，基于作者福井玲之前的作品TSIPA编写。2018年，TIPA使用的TeX TIPA Roman字体被国际语音学学会字母、图表和字体委员会选为最能代表IPA符号的字体。
TIPA字符可以使用以下任何一种方式放置在LaTeX文档中：\textipa{...} ， {\tipaencoding ...}或\begin{IPA} ... \end{IPA} 。
TIPA支持《语音符号指南》一书中的所有音标符号，以及一些诸如小型大写字母Q和l–ɾ组合而成的连字lɾ之类的十分特殊的符号。

## 例子
```
 \textipa{[""Ekspl@"neIS@n]}
```

```
 \textipa{/f@"nEtIks/}
```

## 拓展阅读
- 标音
- TeX扩展列表（英语：List of TeX extensions）